# Andrée Bosquet
Pour les articles homonymes, voir Bosquet (homonymie).
Andrée Bosquet, née à Tournai le 13 mars 1900 et décédée à La Louvière le 27 juin 1980, est une artiste peintre belge.

## Biographie
Andrée Paule Julia Louise Bosquet, née à Tournai le 13 mars 1900, est la fille de Louis Philippe Bosquet, ingénieur, et d'Adolphine Joveneau. Elle est l’épouse de l'artiste peintre Frans Depooter qu'elle a rencontré à l'Académie royale des Beaux-Arts de Mons.
Issue d’un milieu cultivé, elle suit des cours à l'Académie royale des Beaux-Arts de Mons auprès de Marguerite Putsage (pastel), Anto-Carte et Émile Motte, mais elle est surtout autodidacte. Elle expose régulièrement à partir de 1922, notamment invitée par le Groupe Nervia et Le Bon Vouloir (Mons). Elle reçoit le prix Charles Caty en 1963.
Andrée Bosquet a essentiellement peint et dessiné (huiles, sanguines et fusains), avec simplicité et élégance, des autoportraits et des portraits d’enfants, délicats mais sans mièvrerie, des natures mortes reposantes et claires et des bouquets d’une fragilité exquise. 
Son choix va vers les couleurs douces et fines en demi-teintes et les formes rondes et sculpturales. Son style ne se rattache à aucune école définie par l’histoire de l’art, même si on a pu le comparer à celui des primitifs florentins ou lui trouver des traits communs avec l’art naïf ou le symbolisme. Dans toutes ses réalisations, elle a suivi une ligne, un fil conducteur intérieur, une recherche de l'essentiel et de la pureté dont elle ne s'est jamais laissée distraire.
Des œuvres se trouvent dans différents musées de Belgique (Gand, Bruxelles, Mons, La Louvière).

## Sélection d’œuvres
- Institut royal du patrimoine artistique (IRPA)